# Cristian Savani
Cristian Savani (* 22. Februar 1982 in Castiglione delle Stiviere) ist ein italienischer Volleyballspieler.

## Karriere
Savani begann seine Karriere 2000 beim Viertligisten Carpenodolo Volley. Ein Jahr später wurde er bereits vom Erstligisten Gabeca Montichiari verpflichtet. Am 24. November 2001 debütierte der Außenangreifer in der italienischen Nationalmannschaft. Mit den Italienern erreichte er 2003 das Endspiel der Weltliga und wurde anschließend Europameister. 2004 wechselte er zu Itas Diatec Trentino. Im folgenden Jahr gelang Italien bei der EM 2005 die Titelverteidigung. 2006 ging Savani zu M. Roma Volley. Mit den Römern gewann er 2008 den CEV-Pokal. Anschließend wurde er vom Ligakonkurrenten RPA Perugia verpflichtet. 2010 gewann der Verein den Challenge Cup. Savani wechselte zu Lube Macerata und wiederholte im folgenden Jahr den Triumph im Challenge Cup. Im gleichen Jahr erreichte Italien mit dem Außenangreifer das Finale der Europameisterschaft. 2012 wurde Savani mit Macerata italienischer Meister. Mit der Nationalmannschaft gewann er bei den Olympischen Spielen in London die Bronzemedaille.